# Kaloň trubkonosý
Kaloň trubkonosý (Nyctimene robinsoni) je drobný druh kaloně žijící na Nové Guineji, sousedních ostrovech a v severovýchodní Austrálii.
Kaloň trubkonosý dosahuje délky asi 10 cm, v rozpětí měří necelých 30 cm. Jeho jméno je odvozeno od zvláštního trubicovitého vyústění nozder vybočeného do stran. Jeho účel je nejasný - domněle slouží při vyhledávání potravy, snad i k hlasovým projevům. Zvuky které kaloni vydávají mohou sloužit jak k dorozumívání tak k orientaci pomocí echolokace.
Kaloň trubkonosý obývá temné jeskyně, žije osaměle nebo v malých koloniích. Živí se šťávou tropických plodů, příležitostně i hmyzem; žije poměrně skrytě, proto je způsob jeho života dosud jen málo znám.